# NGC 3187
NGC 3187 is een balkspiraalstelsel in het sterrenbeeld Leeuw. Het hemelobject werd in 1850 ontdekt door Johnstone Stoney, assistent van de Ierse astronoom William Parsons.

## Synoniemen
- UGC 5556
- IRAS10150+2207
- MCG 4-24-25
- Arp 316
- ZWG 123.36
- VV 307
- HCG 44D
- PGC 30068